# دموع في الليل (فلم)
دموع في الليل هو فيلم مصري من إخراج إبراهيم عمارة  وبطولة صباح، أحمد رمزي، سراج منير، محمود المليجي، عبد الوارث عسر وزوزو ماضي. وهو من الأفلام المفقودة في السينما المصرية.

## نبذة
شاب ثري يهرب من معاملة زوجة والده السيئة، يتعرف على مطربة شابة جميلة، زوجة أحد المحامين الكبار، تخطط الزوجة لقتل الزوج بمساعدة عشيقها، وإلصاق التهمة بالابن الهارب ، ترتكب الجريمة بالفعل، في أثناء وجود الشاب في منزل المطربة؛ زوجة المحامي الكبير، يتولى المحامي الدفاع عنه،ويحاول إثبات براءته من جريمة القتل، وإثبات عدم تواجده في منزل أبيه، يرفض الشاب إخباره بأنه كان مع زوجته في المنزل وقت ارتكاب الجريمة، إنقاذاً لسمعة المحامي.

## وصلات خارجية
- مقالات تستعمل روابط فنية بلا صلة مع ويكي بيانات